# Druga mowa przeciw Stefanosowi
Druga mowa przeciw Stefanosowi stgr. κατὰ Στεφάνου Ψευδομαρτυριῶν Β – mowa sądowa wchodząca w skład Corpus Demosthenicum (pod numerem 46), wygłoszona w procesie o krzywoprzysięstwo, który w 349/348 roku p.n.e. Apollodor wytoczył Stefanosowi.
Przedmiot mowy dotyczy zeznania, złożonego przez Stefanosa podczas rozprawy między Apollodorem a Formionem, znanej z mowy W obronie Formiona autorstwa Demostenesa. Rozprawa ta zakończyła się porażką Apollodora, który w następstwie oskarżył Stefanosa o krzywoprzysięstwo. Podczas rzeczonej rozprawy odczytano zeznania Stefanosa, który twierdził, iż w trakcie procedury arbitrażowej Formion miał zaproponować otworzenie oryginalnego testamentu ojca Apollodora, jeżeli ten nie wierzy w wierność kopii. Według Stefanosa Apollodor miał odmówić tej propozycji.
W 349/348 roku p.n.e. odbył się proces Stefanosa. W pierwszej mowie Apollodor analizował zeznanie Steganosa, próbując dokazać, że nie był on świadkiem rzeczonej odmowy. Przywodzi także argumenty na rzecz fałszerstwa przedstawionej przez Formiona kopii testamentu. Apollodor wnosi o ukaranie Stefanosa grzywną o wysokości jednego talenta.
Głos w swojej sprawie zabrał Stefanos. W odpowiedzi na jego obronę Apollodor wystosował Druga mowa przeciw Stefanosowi. Argumentacja retora składała się z dwóch części. W pierwszej uznawał zeznania Stefanosa za niezgodne z prawem, ze względu na to, że pochodziły one z relacji przekazanej mu przez Formiona. Relacje z drugich ust mogły być jednak wykorzystywane wyłącznie w przypadku śmierci właściwego świadka. Druga część mowy odnosi się do kwestii niezgodności testamentu z prawem. W nielogiczny sposób powołuje się na prawa Solona. Między innymi uznaje on, że jego matką powinna być traktowana w kwestii dziedziczenia jako jedyna córka, pomimo że dla zmarłego była żoną oraz nie była ostatnią osobą z rodziny.
Mowa znajduje się na 46. pozycji w Corpus Demosthenicum. Uznaje się jednak, że nie została ona napisana przez Demostenesa. Jak na wybitnego mówcę jest ona napisana zbyt ubogim językiem, jest też nielogiczna. Bardziej prawdopodobne jest autorstwo samego Appollodora.